# Kupferglucke
Die Kupferglucke (Gastropacha quercifolia) ist ein Schmetterling (Nachtfalter) aus der Familie der Glucken (Lasiocampidae).

## Merkmale
Die Falter erreichen eine Flügelspannweite von 52 bis 65 Millimetern. Sie haben Flügel, die einem trockenen Blatt sehr ähnlich sind. Die Flügel sind rotbraun gefärbt, bei jungen Tieren haben sie zusätzlich einen violetten Schimmer. Auf ihnen sind mehrere feine, graue Zackenbinden. Der Flügelrand ist gewellt. Sie haben eine auffällig langgestreckte, nasenartige Mundpartie.
Die Raupen werden 100 Millimeter lang und sind stark abgeflacht. Sie haben an den Seiten bräunliche oder graue Haare. Auf den Seiten, über den Rücken verlaufen breite, bräunliche Schrägstreifen. Am zweiten und dritten Segment sind Hautfalten, aus denen schwarzblaue Haarpolster ausgestülpt werden können. Am vorletzten Segment ist ein deutlicher Höcker am Rücken zu erkennen. Junge Raupen haben noch keine Haare an den Hautfalten und man kann dort die orangefarben gefärbten Streifen erkennen, die später verdeckt sind.

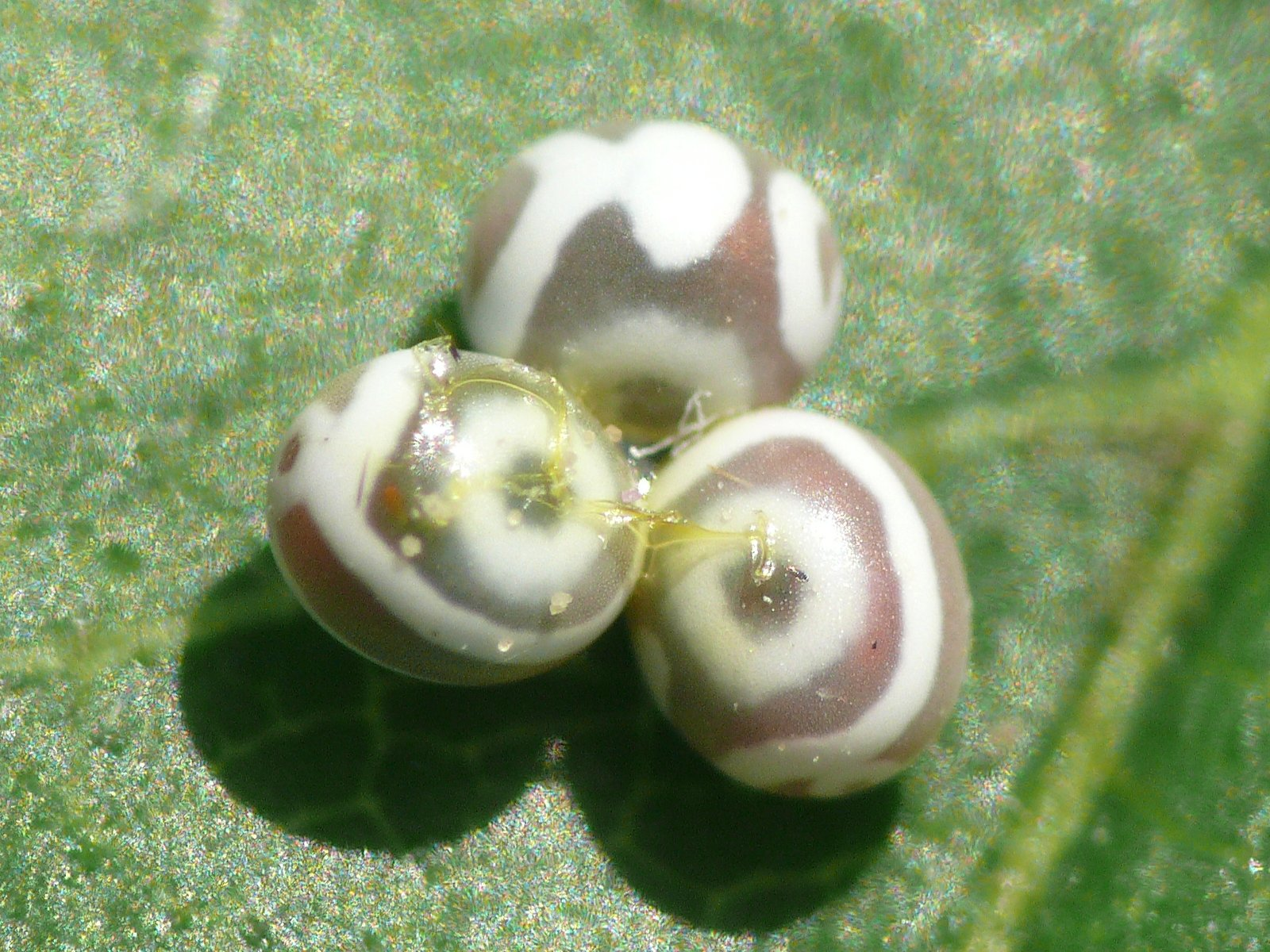
Eier
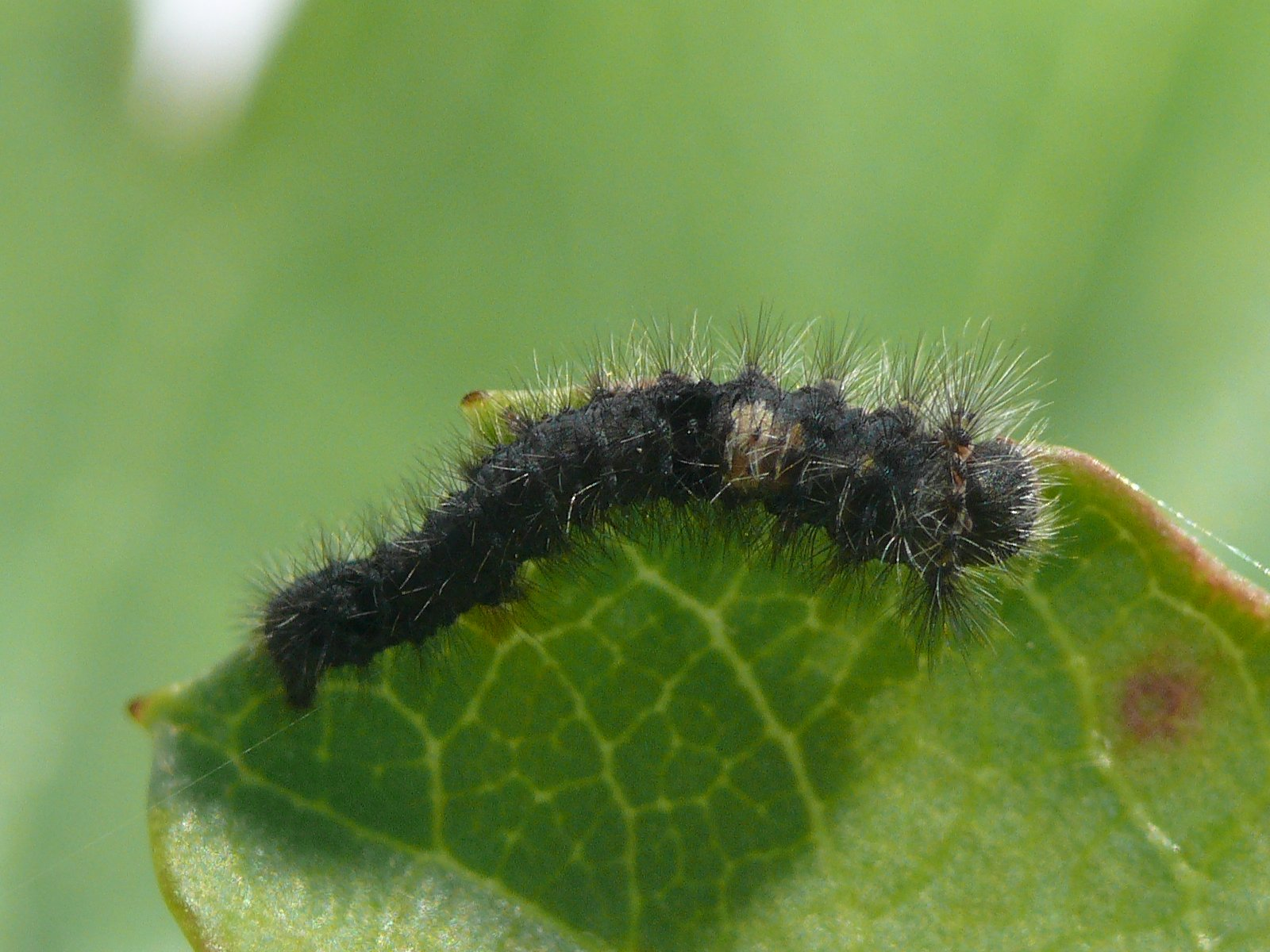
Raupe (L1)
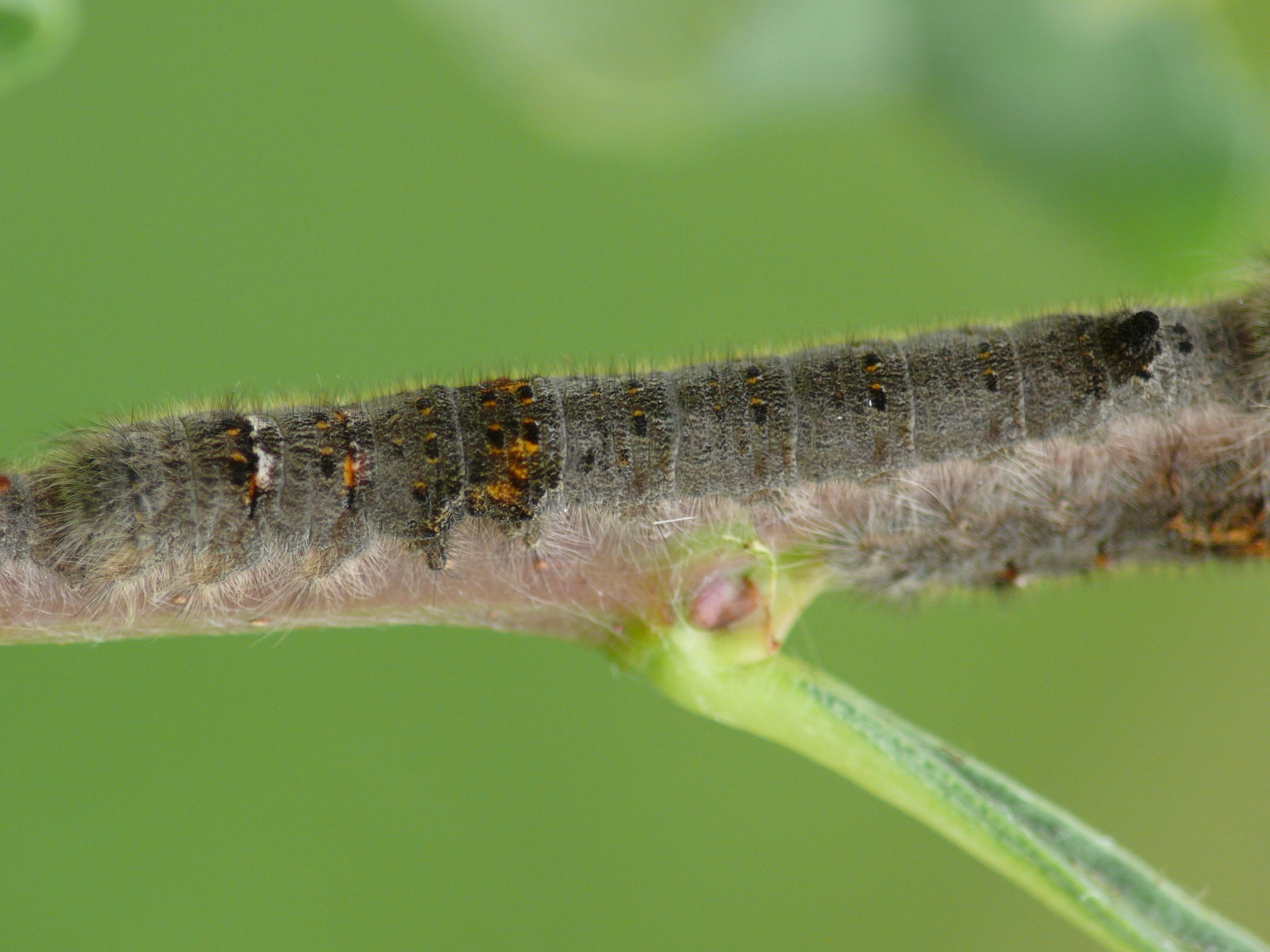
Raupe (L2)
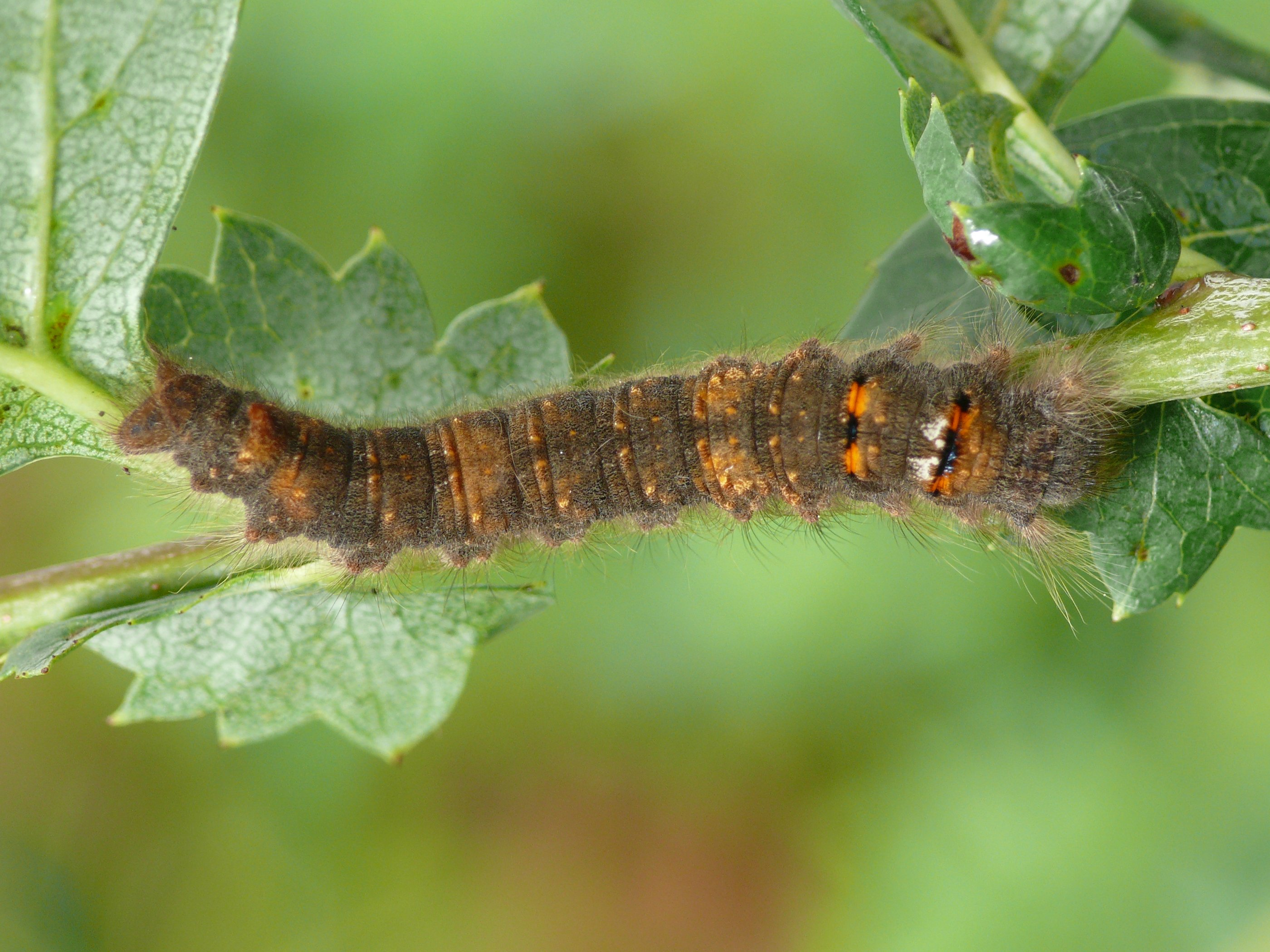
Raupe (L3)
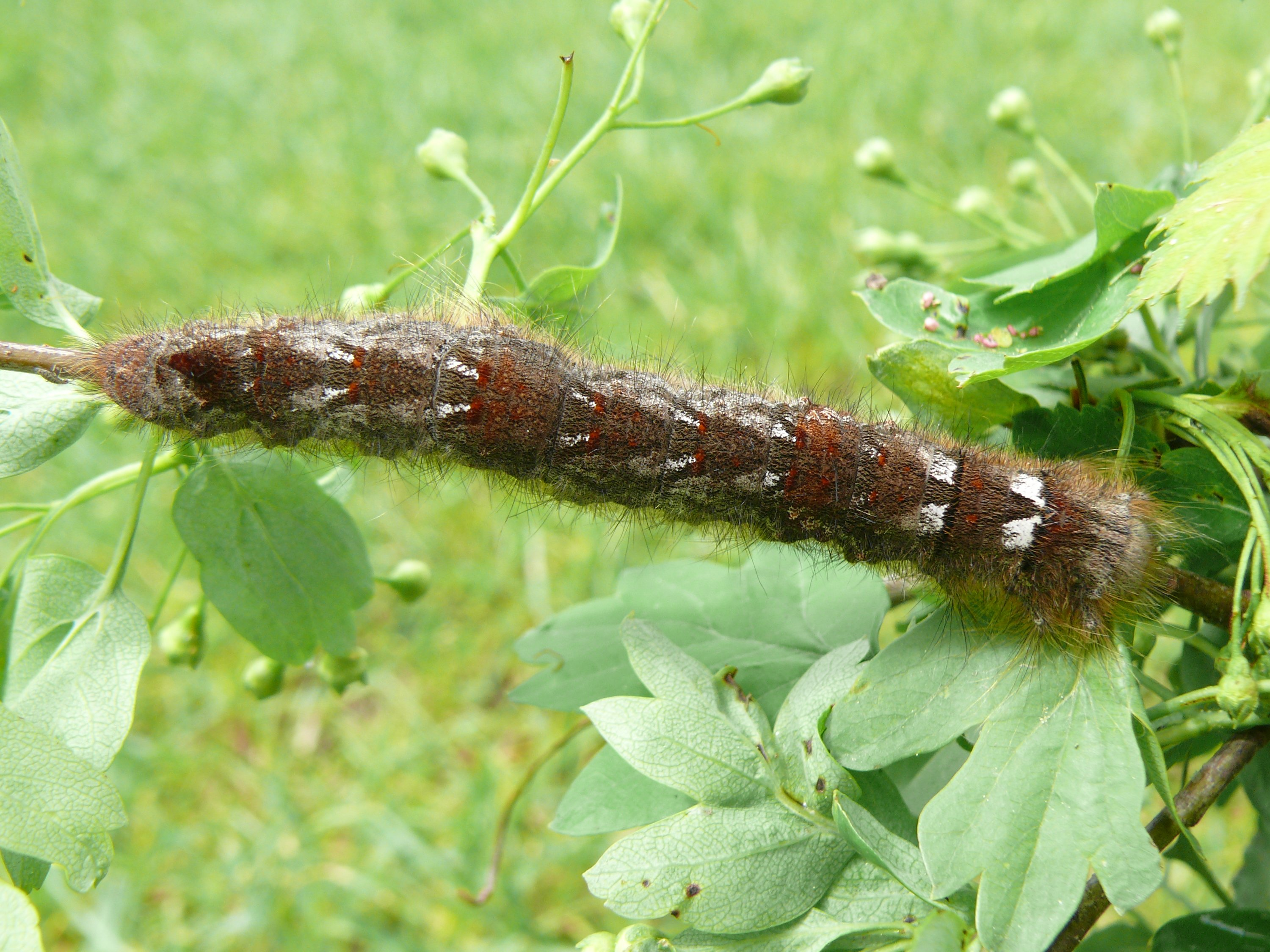
Raupe (L4)
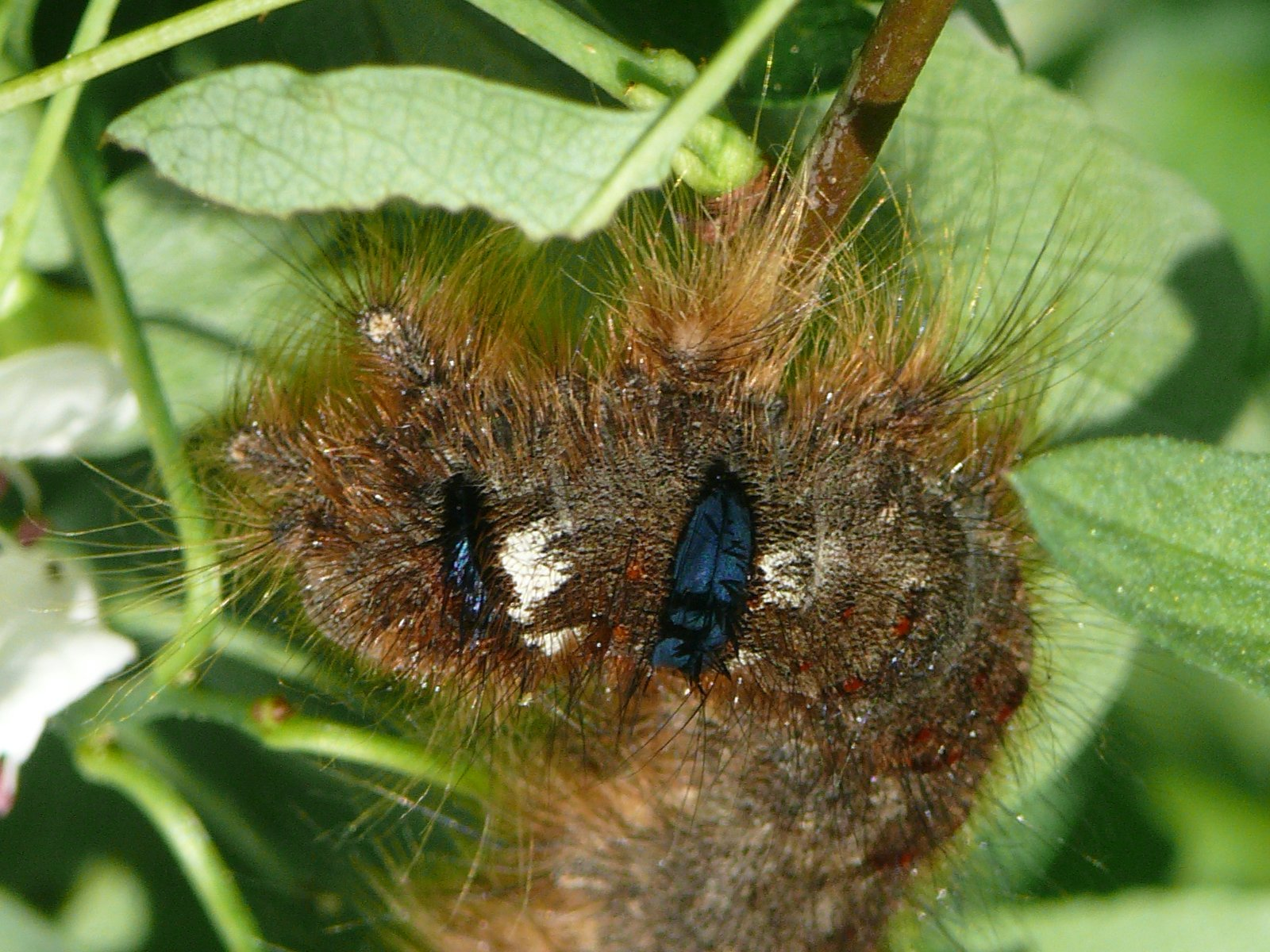
Raupe (L4), die schwarzblauen Haarpolster treten hervor

## Ähnliche Arten
- Eichenglucke (Phyllodesma tremulifolia)
- Pappelglucke (Gastropacha populifolia)

## Vorkommen
Die Tiere sind in Europa, außer auf der Iberischen Halbinsel, dem Nordosten Großbritanniens und dem hohen Norden, östlich bis Japan lokal weit verbreitet. Sie leben in verschiedenen Lebensräumen von Wäldern, am Rand von Mooren, in Auwäldern, auf verbuschtem Trockenrasen, an Hecken und in Streuobstwiesen. Ihre Populationen sind stark rückläufig und sie sind schon vielerorts verschwunden.

## Lebensweise
In ihrer Ruheposition schieben die Falter ihre Hinterflügel unter den Vorderflügeln hervor.
Die Raupen schlüpfen im Spätsommer. Bis zum Winter erreichen sie eine Länge von ca. 20 Millimetern, die Überwinterung findet eng an Zweige geschmiegt statt. Sie verpuppen sich im Mai oder Juni des darauffolgenden Jahres in einem grauen Gespinst an Zweigen der Futterpflanzen.

### Flug- und Raupenzeiten
Die Art fliegt in einer Generation in Abhängigkeit von den klimatischen Bedingungen von Mitte Juni bis Mitte August. Späte Einzelfunde sind auch bis Mitte September möglich. Die Raupen können von Mitte März bis Ende Mai angetroffen werden. In einzelnen Fällen kann sich die Larvalentwicklung auch bis Ende Juni hinziehen.

### Nahrung der Raupen
Die Raupen ernähren sich vor allem von den Blättern von Schlehe (Prunus spinosa), aber auch von Obstbäumen wie zum Beispiel Äpfel (Malus), Birnen (Pyrus) und Sträuchern wie Eingriffeligem Weißdorn (Crataegus monogyna), Eberesche (Sorbus aucuparia) und Faulbaum (Frangula alnus).

## Gefährdung und Schutz
- Rote Liste BRD: 3 (gefährdet).[4]